# De elfenplaneet
De elfenplaneet is een  stripverhaal uit de reeks van Jerom, uitgegeven door de Standaard Uitgeverij in 1983.

## Locaties
- Buitenverblijf van Jerom, elfenplaneet, paleis van de elfjes, dorp van de wespenmannen, labyrint

## Personages
- Jerom, agent, elfjes, koningin, wespenmannen, Tovares, koningin

## Het verhaal
Jerom wordt om hulp gevraagd door elfjes, die ooit op aarde woonden maar als gevolg van de vervuiling een andere woonplaats miesten zoeken. Nu wordt ook hun nieuwe planeet bedreigd, door wespenmannen. Jerom gaat met de tijmtrotter naar de elfenplaneet en wordt daar gevangen door de wespenmannen. Ze gooien hem in een labyrint met een enorme spin, maar Jerom kan het dier verslaan. De elfjes halen Jerom uit het labyrint en nemen hem mee naar het paleis. De koningin vertelt dat de wespenmannen een aanval voorbereiden. Jerom vliegt naar huis om een middel te maken die in de strijd kan helpen. Hij komt terug met een grote spuitbus en hiermee kan hij de dieren in slaap brengen. De wespen stelen alle honing van de elfen en ze beschadigen de kassen. Jerom kan de wespen echter verslaan en ze beloven de schade te herstellen en brengen de honing terug. Voortaan zullen ze in vrede leven samen met de elfen. 
Jerom vliegt terug naar zijn eigen wereld, waar hij een wespennest aantreft bij zijn huis.